# Ommatius tandoni
Ommatius tandoni là một loài ruồi trong họ Asilidae. Ommatius tandoni được Joseph & Parui miêu tả năm 1997. Loài này phân bố ở miền Ấn Độ - Mã Lai.